# Vùng bóng tối, vùng bóng nửa tối và vùng đối của vùng bóng tối

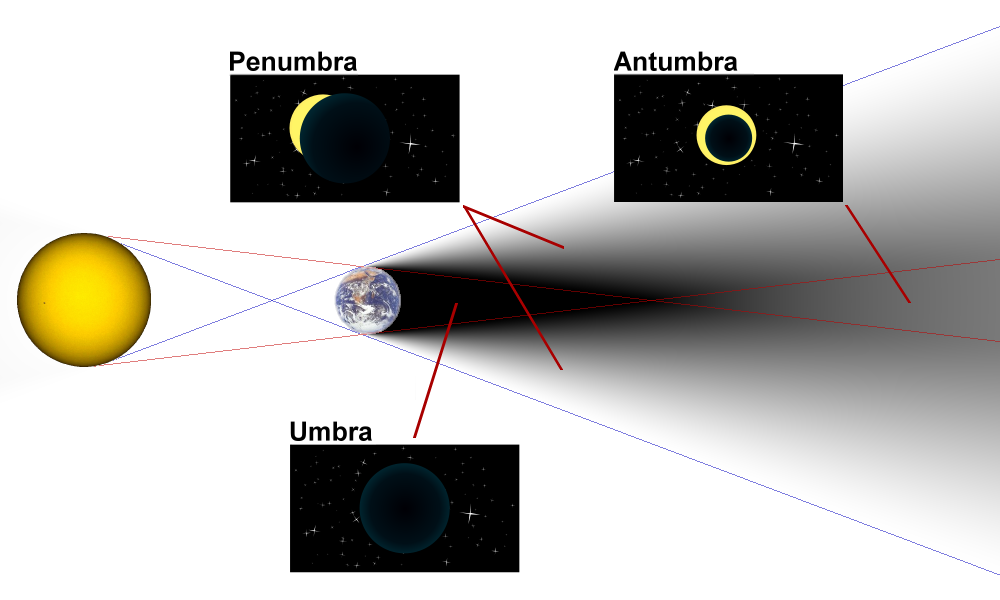
Các vùng bóng tối, bóng nửa tối và đối của vùng bóng tối của Trái Đất và các hình ảnh có thể quan sát được khi đứng trong các vùng đó (chú ý rằng kích cỡ và khoảng cách của các thiên thể trong hình không vẽ theo đúng tỉ lệ).

Vùng bóng tối (A) và vùng bóng nửa tối (B)

Vùng bóng tối, vùng bóng nửa tối và vùng đối của vùng bóng tối là ba phần riêng biệt của một cái bóng, được tạo ra khi ánh sáng từ một nguồn sáng bị cản trở bởi vật thể không trong suốt.
Những từ này thường được sử dụng nhất để chỉ các phần của bóng của các thiên thể, mặc dù đôi khi chúng cũng được dùng để mô tả các cấp độ tối, chẳng hạn của các vết đen Mặt Trời.

## Vùng bóng tối (umbra)

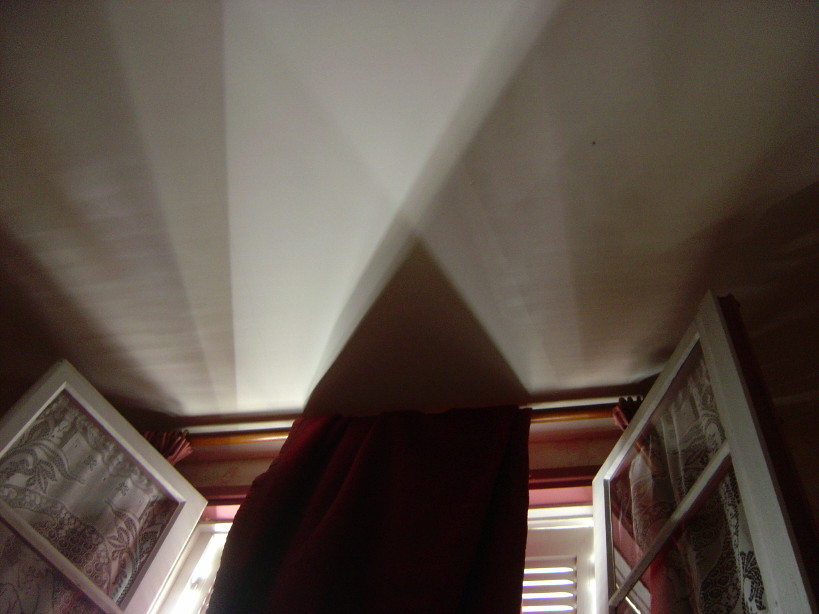
Vùng bóng tối, vùng bóng nửa tối và vùng đối của vùng bóng tối được tạo ra bởi các cửa sổ và cánh chớp.

Vùng bóng tối hay umbra (từ gốc tiếng Latinh cho "bóng tối") là phần ở bên trong nhất và tối nhất của bóng, nơi ở đó nguồn sáng hoàn toàn bị che khuất bởi vật thể. Một người quan sát đứng trong vùng bóng tối của một thiên thể sẽ quan sát thấy thiên thực toàn phần. Nếu nguồn sáng là một nguồn sáng điểm và bỏ qua nhiễu xạ thì trong cái bóng chỉ có vùng bóng tối được tạo ra mà không có các vùng kia.
Vùng bóng tối của một vật thể tròn che khuất một nguồn sáng tròn tạo thành một chóp nón đứng với đáy tròn. Tại đỉnh của chóp nón, vật thể che khuất và nguồn sáng có kích thước biểu kiến bằng nhau.
Khoảng cách từ Mặt Trăng tới đỉnh chóp vùng bóng tối của nó gần bằng khoảng cách giữa nó và Trái Đất: 384.402 km (238.856 mi). Vì bán kính của Trái Đất gấp 3.70 lần bán kính Mặt Trăng nên khoảng của vùng bóng tối Trái Đất cũng tương ứng xa hơn: vào gần 1.400.000 km (870.000 mi).

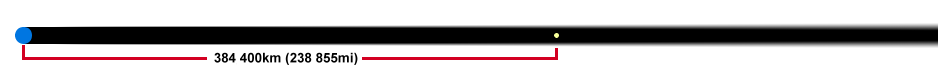
Sơ đồ tỉ lệ của bóng của Trái Đất, cho thấy chóp của vùng bóng tối kéo dài xa hơn quỹ đạo của Mặt Trăng (Mặt Trăng được biểu thị bởi chấm vàng trong hình).

## Vùng bóng nửa tối (penumbra)
Vùng bóng nửa tối hay penumbra (gốc tiếng Latinh paene nghĩa là "gần như") là vùng mà chỉ có một phần của nguồn sáng bị che khuất bởi vật thể cản sáng. Người quan sát đứng trong vùng bóng nửa tối của một thiên thể sẽ quan sát thấy thiên thực một phần. Tuy vậy, từ penumbra đôi khi lại được định nghĩa là vùng mà một phần hoặc toàn bộ nguồn sáng bị che khuất (tức là umbra là tập hợp con của penumbra). Chẳng hạn, Cơ sở Thông tin bổ sung và Định hướng (Navigation and Ancillary Information Facility) của NASA xác định rằng nếu một vật thể nằm trong umbra thì cũng nằm trong penumbra.

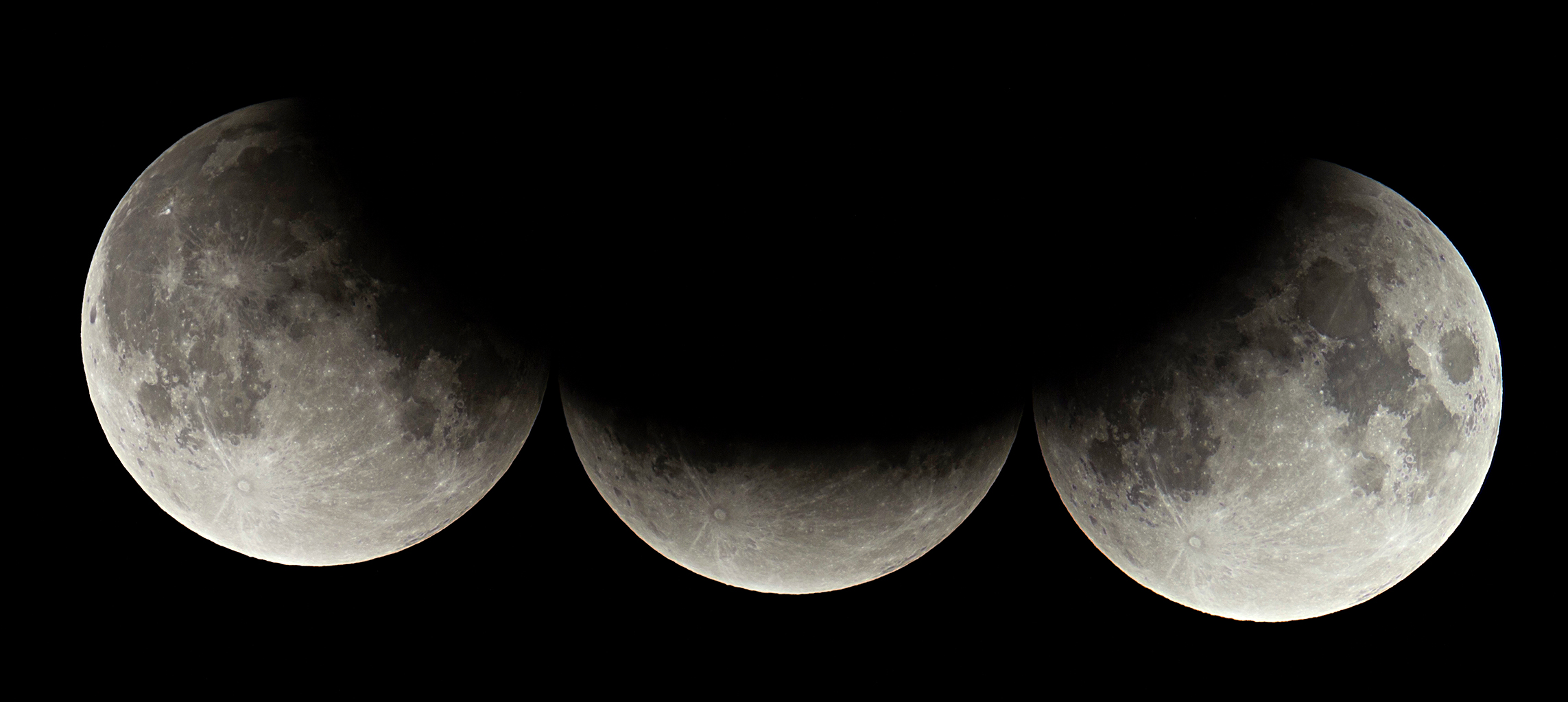
Vùng bóng tối của Trái Đất, quan sát thấy khi nguyệt thực một phần.

## Vùng đối của vùng bóng tối (antumbra)

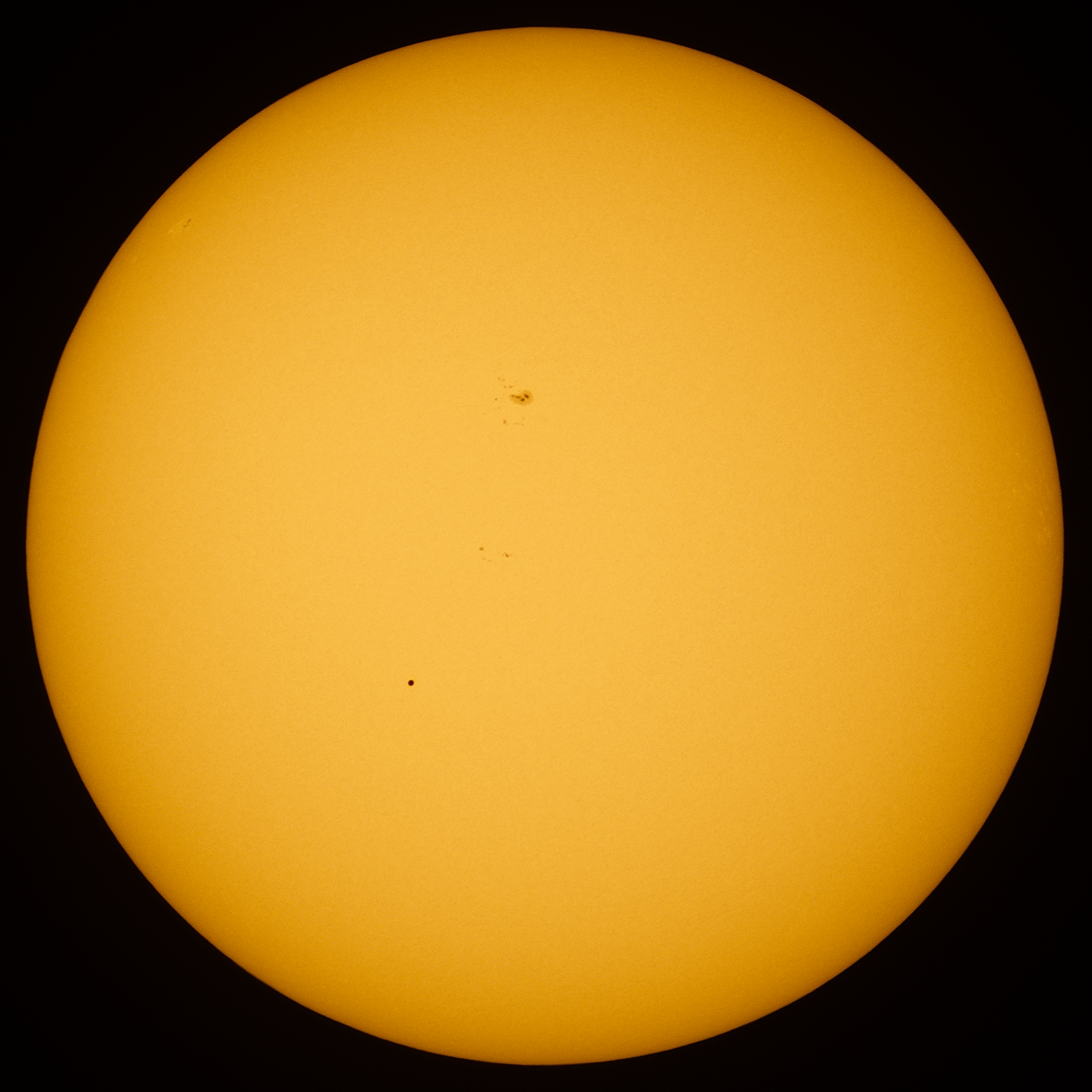
Sự đi qua của Sao Thủy trước Mặt trời, một phiên bản cực điểm của của nhật thực hình khuyên. Sao Thủy được nhìn thấy dưới dạng một chấm đen bên dưới và bên trái trung tâm. Vùng tối phía trên tâm đĩa mặt trời là vết đen Mặt Trời.

Vùng đối của vùng bóng tối hay antumbra (gốc tiếng Latinh ante, nghĩa là "trước") là vùng mà vật thể cản sáng được trông thấy nằm trọn vẹn trong đĩa của nguồn sáng lớn hơn. Một người quan sát đứng trong vùng này sẽ quan sát thấy thiên thực hình khuyên: phần của nguồn sáng không bị che khuất xung quanh vật thể gây ra thiên thực trông giống như một chiếc nhẫn sáng. Nếu người quan sát di chuyển gần hơn tới nguồn sáng, kích thước biểu kiến của vật thể che khuất tăng dần cho đến khi nguồn sáng bị khuất hẳn trong vùng bóng tối.